# Andrzej Nartowski
Andrzej Janusz Nartowski  (nacido el 14 de noviembre de 1931 en Kalisz, Polonia y muerto el 3 de septiembre de 2003 en Orsay, Francia) es un exjugador polaco de baloncesto. Consiguió 1 medalla de bronce en el Eurobasket de Polonia de 1963 con Polonia.